# Луїс Ернесто Тапіа
Луїс Ернесто Тапіа (ісп. Luis Ernesto Tapia; 21 жовтня 1944, Панама — 13 листопада 2024) — панамський футболіст, нападник, який виступав за збірну Панами, в якій провів 77 матчів і забив 27 м'ячів. Більшу частину кар'єри провів у клубах Сальвадора.
За свою гру отримав прізвисько «Пеле Центральної Америки». За опитуванням IFFHS посів 31 місце серед найкращих футболістів Центральної і Північної Америки XX століття. Автор першого голу збірної Панами у відбіркових матчах до чемпіонату світу (4 квітня 1976 року у ворота Коста-Рики). З клубом «Альянса» 2 рази поспіль вигравав чемпіонат Сальвадору (1965/66 і 1966/67). По завершенні ігрової кар'єри працював тренером юнацької футбольної команди в коледжі Панами.
Тапіа помер від серцевого нападу в місті Панама 13 листопада 2024 року у віці 80 років.

## Досягнення
- Чемпіонат Сальвадору з футболу:
  - Чемпіон (3): 1965/66, 1966/67, 1970, 1973
- Ліга чемпіонів КОНКАКАФ:
  - Чемпіон (1): 1967.